# نادي بادوفا
نادي بادوفا (بالإيطالية: Calcio Padova 1910)، نادي كرة قدم إيطالي يقع في مدينة بادوفا بمقاطعة فينيتو ويلعب في «السيري ب» منذ موسم 2009-2010.

## تاريخ النادي
- 1910 : التأسيس
- 1932 - 1933 : اللعب في الدوري الإيطالي الدرجة الأولى.

## لاعبون لعبوا للنادي
رغم كون النادي قليل الإنجازات الكروية إلا أن عدة نجوم دوليين لعبوا في صفوفه يوماً ما منهم:
- أليساندرو دل بييرو
- دينو باجو
- ماسيميليانو أليغري
- نيكولا أموروزو
- نيريو روكو
- كريستيانو لوكاريلي
- ستيفانو فيوري
- ديميتريو ألبرتيني
- فينشينسو ياكوينتا
- ماتيو دارميان
- ألبيرتو بيغون
- والتر زينغا